# Dasyhelea navaiae
Dasyhelea navaiae är en tvåvingeart som beskrevs av Waugh och Wirth 1976. Dasyhelea navaiae ingår i släktet Dasyhelea och familjen svidknott. Inga underarter finns listade i Catalogue of Life.